# Landkreis Garmisch-Partenkirchen

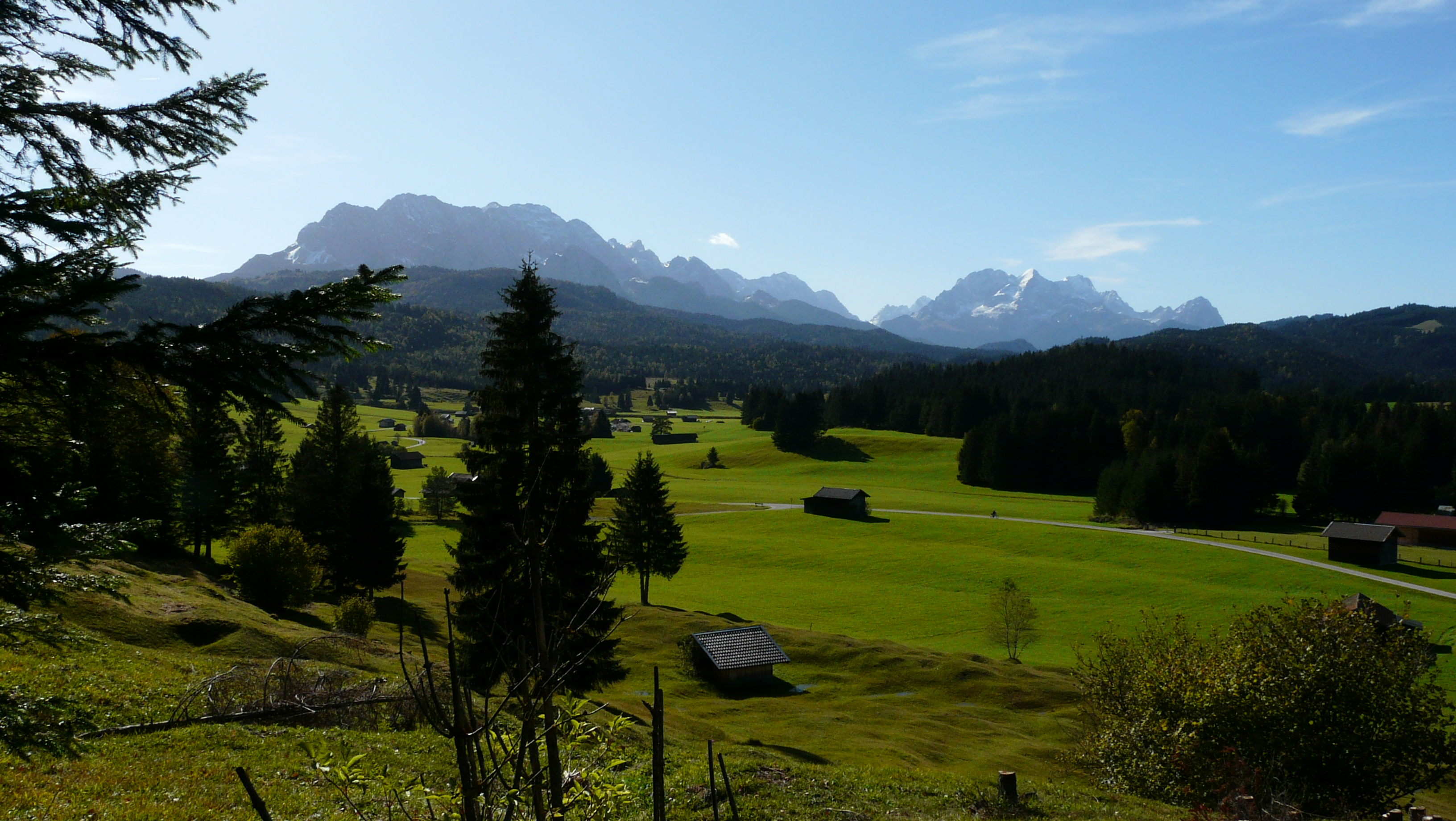
Wettersteingebirge von Osten

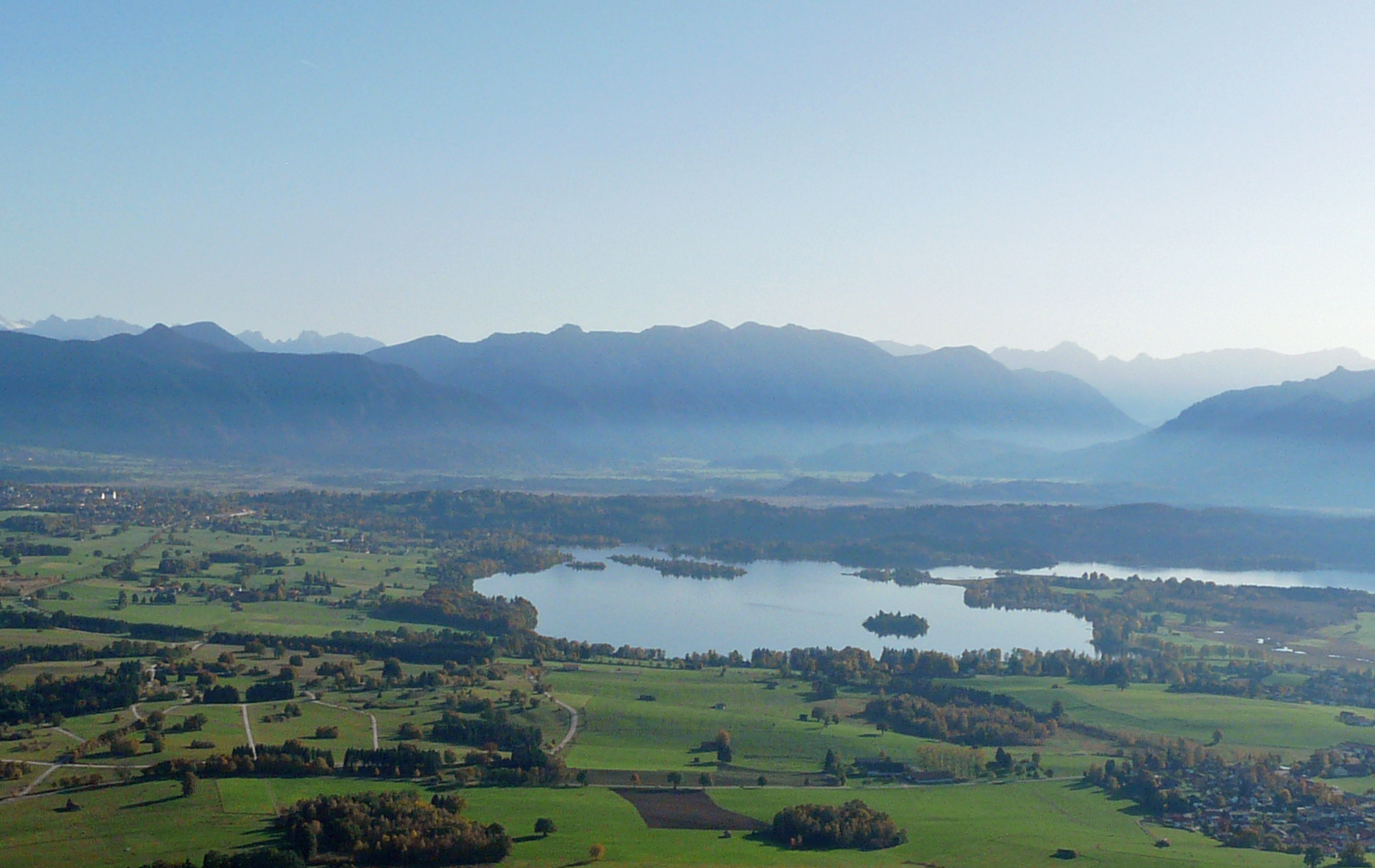
Staffelsee

Der Landkreis Garmisch-Partenkirchen liegt im Südwesten des bayerischen Regierungsbezirks Oberbayern. Er ist mittlerweile der einzige Landkreis Deutschlands ohne eine kreisangehörige Stadt.

## Geographie

### Lage
Der südliche Teil des Landkreises, das Werdenfelser Land, ist teilweise hochalpin mit den Felsmassiven des Karwendel- und des Wettersteingebirges (Zugspitze mit 2962 m ü. NHN als höchster Berg Deutschlands) und liegt an der Grenze zu Tirol in Österreich. Nach Norden senkt sich das Gebirge bis hin zur voralpinen Hügellandschaft des Pfaffenwinkels mit Seen und ausgedehnten Mooren.

### Nachbarkreise
Der Landkreis grenzt im Uhrzeigersinn im Westen beginnend an die Landkreise Ostallgäu, Weilheim-Schongau und Bad Tölz-Wolfratshausen.
Im Süden grenzt er an das österreichische Bundesland Tirol mit den Bezirken Innsbruck-Land, Imst und Reutte.

## Geschichte

### Vor 1800
Um 1000 war das Gebiet Besitz der Welfen, die auch die Burg Werdenfels erbauten. 1249 erwarb das Hochstift Freising den welfischen Besitz sowie 1294 die Grafschaften Mittenwald und Partenkirchen und bildete daraus die reichsunmittelbare Grafschaft Werdenfels, die erst 1803 in der Säkularisation aufgelöst wurde.

### Landgericht
Das Gebiet kam zu Bayern, das 1803 das Landgericht Werdenfels errichtete, welches zunächst zum Innkreis und ab 1814 zum Isarkreis (der seit 1838 Oberbayern heißt) gehörte.

### Bezirksamt
Das Bezirksamt Werdenfels wurde im Jahr 1862 bei der Trennung von Justiz und Verwaltung im Königreich Bayern eingerichtet. Sein Gebiet entsprach dem des Landgerichts Werdenfels. Es wurde zum 29. Oktober 1879 in „Bezirksamt Garmisch“ umbenannt. Am 1. Januar 1913 erhielt das Bezirksamt Garmisch die Gemeinden Kohlgrub und Saulgrub des Bezirksamtes Schongau.
Nach der Vereinigung der Orte Garmisch und Partenkirchen, die am 1. Januar 1935 wirksam wurde, erhielt auch das Bezirksamt den Doppelnamen Garmisch-Partenkirchen.

### Landkreis
Am 1. Januar 1939 wurde wie sonst überall im Deutschen Reich die Bezeichnung Landkreis eingeführt. So wurde aus dem Bezirksamt der Landkreis Garmisch-Partenkirchen.
Im Rahmen der Gebietsreform wurde der Landkreis Garmisch-Partenkirchen am 1. Juli 1972 vergrößert. Neu zum Landkreis kamen die Gemeinde Bayersoien aus dem Landkreis Schongau sowie die Gemeinden Aidling, Großweil, Hechendorf, Kleinweil, Murnau, Riegsee, Schöffau, Seehausen am Staffelsee, Spatzenhausen, Uffing am Staffelsee und Weindorf aus dem Landkreis Weilheim in Oberbayern. Damit erreichte der Landkreis seine heutige Ausdehnung.

### Einwohnerentwicklung

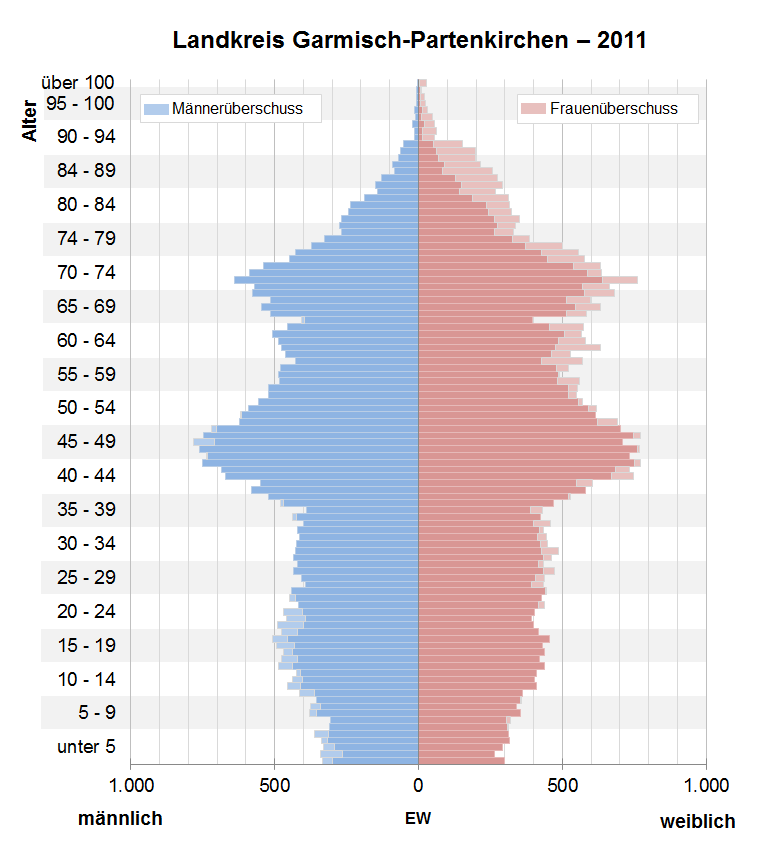
Bevölkerungspyramide für den Kreis Garmisch-Partenkirchen (Datenquelle: Zensus 2011.)

Der Landkreis gewann von 1988 bis 2008 knapp 7.000 Einwohner hinzu bzw. wuchs um ca. 9 %. Zwischen 1988 und 2018 wuchs der Landkreis von 79.593 auf 88.467 um 8.874 Einwohner bzw. um 11,2 %.
Die nachfolgenden Zahlen beziehen sich auf den Gebietsstand vom 25. Mai 1987.
| Jahr          | 1840   | 1871   | 1900   | 1925   | 1939   | 1950   | 1961   | 1970   | 1987   | 1991   | 1995   | 2000   | 2005   | 2010   | 2015   | 2020   |
| ------------- | ------ | ------ | ------ | ------ | ------ | ------ | ------ | ------ | ------ | ------ | ------ | ------ | ------ | ------ | ------ | ------ |
| Einwohnerzahl | 14.994 | 15.989 | 20.518 | 31.953 | 50.689 | 71.503 | 70.522 | 75.424 | 78.782 | 84.448 | 85.762 | 86.577 | 87.351 | 86.336 | 87.385 | 88.279 |

## Politik

### Kreistag
Die vergangenen Kommunalwahlen führten zu den folgenden Sitzverteilungen im Kreistag:
| Kreistagswahl 2020Wahlbeteiligung: 62,0 % (+2,4 %) %403020100 33,423,514,97,47,14,33,22,72,21,2n. k. CSUFWGrüneÖDPSPDFWGBPAfDFDPLinkeCSB/FLkGewinne und Verlusteim Vergleich zu 2014 %p 10 8 6 4 2 0 −2 −4 −6 −8−10−12−3,8+5,6+8,2+0,5−3,6+0,1−0,8+2,7+0,1+1,2−10,2CSUFWGrüneÖDPSPDFWGBPAfDFDPLinkeCSB/FLAnmerkungen:k Christlich Soziales Bündnis/Freie Landkreisbürger | Sitzverteilung im Kreistag Garmisch–Partenkirchen seit 2020Insgesamt 60 Sitze - Linke: 1 - SPD: 4 - Grüne: 9 - ÖDP: 4 - FWG: 3 - FW: 14 - FDP: 1 - CSU: 20 - BP: 2 - AfD: 2 |

| Parteien und Wählergemeinschaften | Parteien und Wählergemeinschaften                                | 2020   | 2020   | 2014   | 2014   | 2008   | 2008   | 2002   | 2002   | 1996   | 1996   |
| Parteien und Wählergemeinschaften | Parteien und Wählergemeinschaften                                | %      | Sitze  | %      | Sitze  | %      | Sitze  | %      | Sitze  | %      | Sitze  |
| --------------------------------- | ---------------------------------------------------------------- | ------ | ------ | ------ | ------ | ------ | ------ | ------ | ------ | ------ | ------ |
| CSU                               | Christlich-Soziale Union in Bayern                               | 33,4   | 20     | 37,2   | 22     | 38,5   | 25     | 52,4   | 32     | 45,8   | 28     |
| FW                                | Freie Wähler der Landkreisgemeinden                              | 23,5   | 14     | 17,9   | 11     | 15,6   | 10     | 17,6   | 11     | 17,2   | 11     |
| Grüne                             | Grüne Bayern                                                     | 14,9   | 09     | 6,7    | 04     | 5,3    | 03     | 0–     | 0–     | 6,3    | 03     |
| ÖDP                               | Ökologisch–Demokratische Partei                                  | 7,4    | 04     | 7,0    | 04     | 6,4    | 04     | 7,4    | 04     | 5,2    | 03     |
| SPD                               | SPD Bayern                                                       | 7,1    | 04     | 10,8   | 07     | 10,7   | 06     | 12,7   | 08     | 13,4   | 08     |
| FWG                               | Freie Wählergemeinschaft GAP/Oberes Loisachtal                   | 4,3    | 03     | 4,2    | 02     | 5,9    | 03     | 7,0    | 04     | 8,5    | 05     |
| BP                                | Bayernpartei                                                     | 3,2    | 02     | 4,0    | 03     | 3,0    | 01     | 0–     | 0–     | 0–     | 0–     |
| AfD                               | AfD Bayern                                                       | 2,7    | 02     | 0–     | 0–     | 0–     | 0–     | 0–     | 0–     | 0–     | 0–     |
| FDP                               | FDP Bayern                                                       | 2,2    | 01     | 2,1    | 01     | 2,9    | 01     | 2,7    | 01     | 0–     | 0–     |
| Linke                             | Die Linke Bayern                                                 | 1,2    | 01     | 0–     | 0–     | 0–     | 0–     | 0–     | 0–     | 0–     | 0–     |
| CFB/FL                            | Christlich Soziales Bündnis–Bürger für GAP/Freie Landkreisbürger | 0–     | 0–     | 10,2   | 06     | 0–     | 0–     | 0–     | 0–     | 0–     | 0–     |
| CFB                               | Christlich Soziales Bündnis–Bürger für GAP                       | 0–     | 0–     | 0–     | 0–     | 11,7   | 07     | 0–     | 0–     | 0–     | 0–     |
| REP                               | Die Republikaner                                                 | 0–     | 0–     | 0–     | 0–     | 0–     | 0–     | 0–     | 0–     | 1,9    | 01     |
| FDP/PL                            | FDP Bayern/Parteifreie Liberale                                  | 0–     | 0–     | 0–     | 0–     | 0–     | 0–     | 0–     | 0–     | 1,8    | 01     |
| gesamt                            | gesamt                                                           | 99,9   | 60     | 100,1  | 60     | 100,0  | 60     | 99,8   | 60     | 100,1  | 60     |
| Wahlbeteiligung                   | Wahlbeteiligung                                                  | 62,0 % | 62,0 % | 59,6 % | 59,6 % | 65,1 % | 65,1 % | 66,1 % | 66,1 % | 68,7 % | 68,7 % |

### Bezirksamtmänner/-oberamtmänner (bis 1938), Landräte ab 1939
Anton Speer (Freie Wähler), vorher Vize-Landrat, steht seit 2014 an der Spitze des Landkreises. Sein Vorgänger Harald Kühn (CSU), im Amt seit 1. Mai 2002, wurde 2013 in den Bayerischen Landtag gewählt. Vor ihm stand vom 1. Mai 1984 bis 30. April 2002 Helmut Fischer (1932–2014) an der Spitze des Landkreises.
Bisherige Landräte:
- Adolph Peter, 1862 bis 1869,
- Carl Boshardt, 1869 bis 1888,
- Reinhard Wiesend, 1888 bis 1894,
- Wilhelm Voelk 1. März 1894 bis 11. November 1895,
- Oskar Ebner von Eschenbach, 1. Januar 1906 bis Mai 1918,
- Walter Freiherr von Stengel, 1918 bis Dezember 1926,
- Karl von Merz, 16. Februar 1927 bis Mai 1933,
- Franz Fux, 1. Juni 1933 bis Februar 1935,
- Reinhard Wiesend, 12. Juni 1935 bis 1945,
- Hans Ritter (SPD), 1945 bis 1946,
- Hans Kessler (parteilos), 28. Mai 1946 bis 1951,
- Franz Renk (CSU), 5. März 1951 bis 18. Januar 1959,
- Benedikt Stückl (BP), 9. März 1959 bis 10. März 1965,
- Wilhelm Nau (CSU), 11. März 1965 bis 30. April 1984,
- Helmut Fischer (CSU), 1. Mai 1984 bis 30. April 2002,
- Harald Kühn (CSU), 1. Mai 2002 bis 7. Oktober 2013,
- Anton Speer (Freie Wähler), seit 1. Mai 2014.

### Wappen
| Wappen des Landkreises | Blasonierung: „Über gekürzter und eingeschweifter Spitze, darin die bayerischen Rauten, gespalten von Silber und Gold; vorne ein links gewendeter roter Greifenlöwe, hinten ein rot gekrönter Mohrenkopf mit rotem Ohrring.“ |
| Wappen des Landkreises | Wappenbegründung: Die bayerischen Rauten erinnern an die Landeshoheit der wittelsbachischen Herzöge im Gebiet um Ettal, Ohlstadt und Murnau. Der Greifenlöwe, das heraldische Zeichen der Welfen, weist darauf hin, dass diese vor dem Bischof von Freising die dominierende Herrschaft waren. Der Mohrenkopf, das Freisinger Wappenbild, versinnbildlicht die vom 13. bis zum Beginn des 19. Jahrhunderts andauernde Zugehörigkeit der Grafschaft Werdenfels zum Hochstift Freising. |

## Wirtschaft und Infrastruktur
Im Zukunftsatlas 2016 belegte der Landkreis Garmisch-Partenkirchen Platz 139 von 402 Landkreisen, Kommunalverbänden und kreisfreien Städten in Deutschland und zählt damit zu den Regionen mit „Zukunftschancen“. In der Ausgabe von 2019 lag er auf Platz 89 von 401.
Die Wirtschaft im Landkreis ist eher mittelständisch geprägt. Der Landwirtschaft kommt eine erhebliche Bedeutung für die Wirtschaftsstruktur des Landkreises zu. Insgesamt sind ca. 15 % der Landkreisfläche landwirtschaftlich genutzt.
Die Einkommensteuerkraft je Einwohner lag im Jahr 2004 bei 272 Euro (Bundesdurchschnitt 216 Euro). Die Kaufkraft je Einwohner im Jahr 2005 lag bei 7,67 Euro (Bundesdurchschnitt 8,52 Euro). Im Juli 2020 lag die Arbeitslosigkeit im Landkreis bei 3,7 % und damit erheblich unter dem Bundesdurchschnitt.
Die Region um Garmisch-Partenkirchen ist ein klassisches Fremdenverkehrsgebiet und auch ein bekanntes Wintersportgebiet, in dem unter anderem schon die Olympischen Winterspiele 1936 sowie die Alpinen Skiweltmeisterschaften 1978 und 2011 ausgetragen wurden.

### Verkehr
Die Staatsbahnlinie von München erreichte im Jahre 1879 Murnau. Nachdem die 1889 durch die Lokalbahn Aktien-Gesellschaft München (LAG) eröffnete Weiterführung bis Garmisch  an die Bayerische Staatsbahn übergegangen war, verlängerte diese die Bahn 1912 über Mittenwald bis zur österreichischen Grenze, so dass die Verbindung mit Innsbruck hergestellt war.
Ebenso wurde der Tiroler Bezirk Reutte 1913 von Garmisch her durch die Außerfernbahn erschlossen.
Die Lokalbahn Murnau – Oberammergau wurde im Jahre 1900 von der AG E-Werke vorm O. L. Kummer & Co. erbaut und 1905 durch die LAG elektrifiziert.
Vor allem touristischen Zwecken dient die Strecke der Bayerischen Zugspitzbahn, die 1929/30 von Garmisch zum Schneefernerhaus eröffnet worden ist und seit 1992 auch zum Zugspitzplatt führt.
Alle Bahnlinien sind bis heute in Betrieb.
Das Straßennetz umfasst eine Bundesautobahn (A 95), drei Bundesstraßen (B 2, B 11 und B 23) sowie ein relativ dichtes Netz von Staats-, Kreis- und Gemeindestraßen.

## Gemeinden
(Einwohner am 31. Dezember 2024)
| Märkte 1. Garmisch-Partenkirchen (28.305) 2. Mittenwald (7323) 3. Murnau am Staffelsee (11.994) Gemeindefreies Gebiet 1. Ettaler Forst (83,46 km²) Verwaltungsgemeinschaften 1. Ohlstadt (Gemeinden Eschenlohe, Großweil, Ohlstadt und Schwaigen) 2. Saulgrub (Gemeinden Bad Bayersoien und Saulgrub) 3. Seehausen am Staffelsee (Gemeinden Riegsee, Seehausen am Staffelsee und Spatzenhausen) 4. Unterammergau (Gemeinden Ettal und Unterammergau) | Weitere Gemeinden 1. Bad Bayersoien (1278) 2. Bad Kohlgrub (2875) 3. Eschenlohe (1556) 4. Ettal (681) 5. Farchant (3571) 6. Grainau (3564) 7. Großweil (1631) 8. Krün (1985) 9. Oberammergau (5132) 10. Oberau (3132) 11. Ohlstadt (3323) 12. Riegsee (1252) 13. Saulgrub (1612) 14. Schwaigen (611) 15. Seehausen am Staffelsee (2422) 16. Spatzenhausen (737) 17. Uffing am Staffelsee (3069) 18. Unterammergau (1727) 19. Wallgau (1516) |

## Gemeinden des Landkreises vor der Gebietsreform 1971/78
Bis zur Gebietsreform 1971/78 hatte der Landkreis Garmisch-Partenkirchen 16 Gemeinden (siehe Liste unten).
Im Süden und Südwesten grenzte der Landkreis an das österreichische Bundesland Tirol. Im Westen grenzte der Landkreis an den Landkreis Füssen, im Nordwesten an den Landkreis Schongau im Norden an den Landkreis Weilheim i.OB. und im Osten grenzte er an den Landkreis Bad Tölz.
Die Gemeinden des Landkreises vor der Gemeindereform 1971/78. (Gemeinden, die es heute noch gibt, sind fett geschrieben.)

Landkreis Garmisch-Partenkirchen, Gemeindegrenzenkarte von 1961

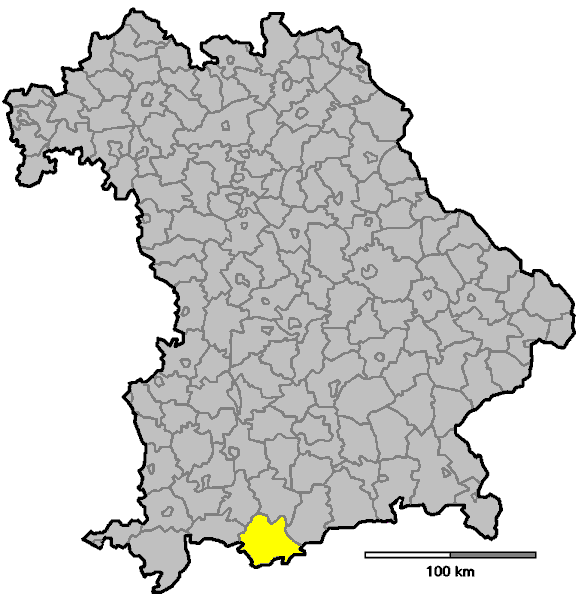
Lage in Bayern

| frühere Gemeinde                 | heutige Gemeinde       | heutiger Landkreis               |
| -------------------------------- | ---------------------- | -------------------------------- |
| Bad Kohlgrub                     | Bad Kohlgrub           | Landkreis Garmisch-Partenkirchen |
| Eschenlohe                       | Eschenlohe             | Landkreis Garmisch-Partenkirchen |
| Ettal                            | Ettal                  | Landkreis Garmisch-Partenkirchen |
| Farchant                         | Farchant               | Landkreis Garmisch-Partenkirchen |
| Garmisch-Partenkirchen (Markt) 1 | Garmisch-Partenkirchen | Landkreis Garmisch-Partenkirchen |
| Grainau 2                        | Grainau                | Landkreis Garmisch-Partenkirchen |
| Krün                             | Krün                   | Landkreis Garmisch-Partenkirchen |
| Mittenwald (Markt)               | Mittenwald             | Landkreis Garmisch-Partenkirchen |
| Oberammergau                     | Oberammergau           | Landkreis Garmisch-Partenkirchen |
| Oberau                           | Oberau                 | Landkreis Garmisch-Partenkirchen |
| Ohlstadt                         | Ohlstadt               | Landkreis Garmisch-Partenkirchen |
| Saulgrub                         | Saulgrub               | Landkreis Garmisch-Partenkirchen |
| Schwaigen                        | Schwaigen              | Landkreis Garmisch-Partenkirchen |
| Unterammergau                    | Unterammergau          | Landkreis Garmisch-Partenkirchen |
| Wallgau                          | Wallgau                | Landkreis Garmisch-Partenkirchen |
| Wamberg                          | Garmisch-Partenkirchen | Landkreis Garmisch-Partenkirchen |

## Schutzgebiete
Im Landkreis gibt es 16 Naturschutzgebiete, 8 Landschaftsschutzgebiete, 19 FFH-Gebiete und mindestens 64 vom Bayerischen Landesamt für Umwelt ausgewiesene Geotope (Stand August 2016).

## Kfz-Kennzeichen
Am 1. Juli 1956 wurde dem Landkreis bei der Einführung der bis heute gültigen Kfz-Kennzeichen das Unterscheidungszeichen GAP zugewiesen. Es wird durchgängig bis heute ausgegeben.